# Habib's
Habib's é uma rede brasileira de restaurantes de comida rápida, especializada em culinária árabe. A rede vende mais de 600 milhões de esfirras por ano, empregando 22 mil colaboradores em seus 421 restaurantes, distribuídos em mais de cem municípios em 20 unidades federativas.

## História

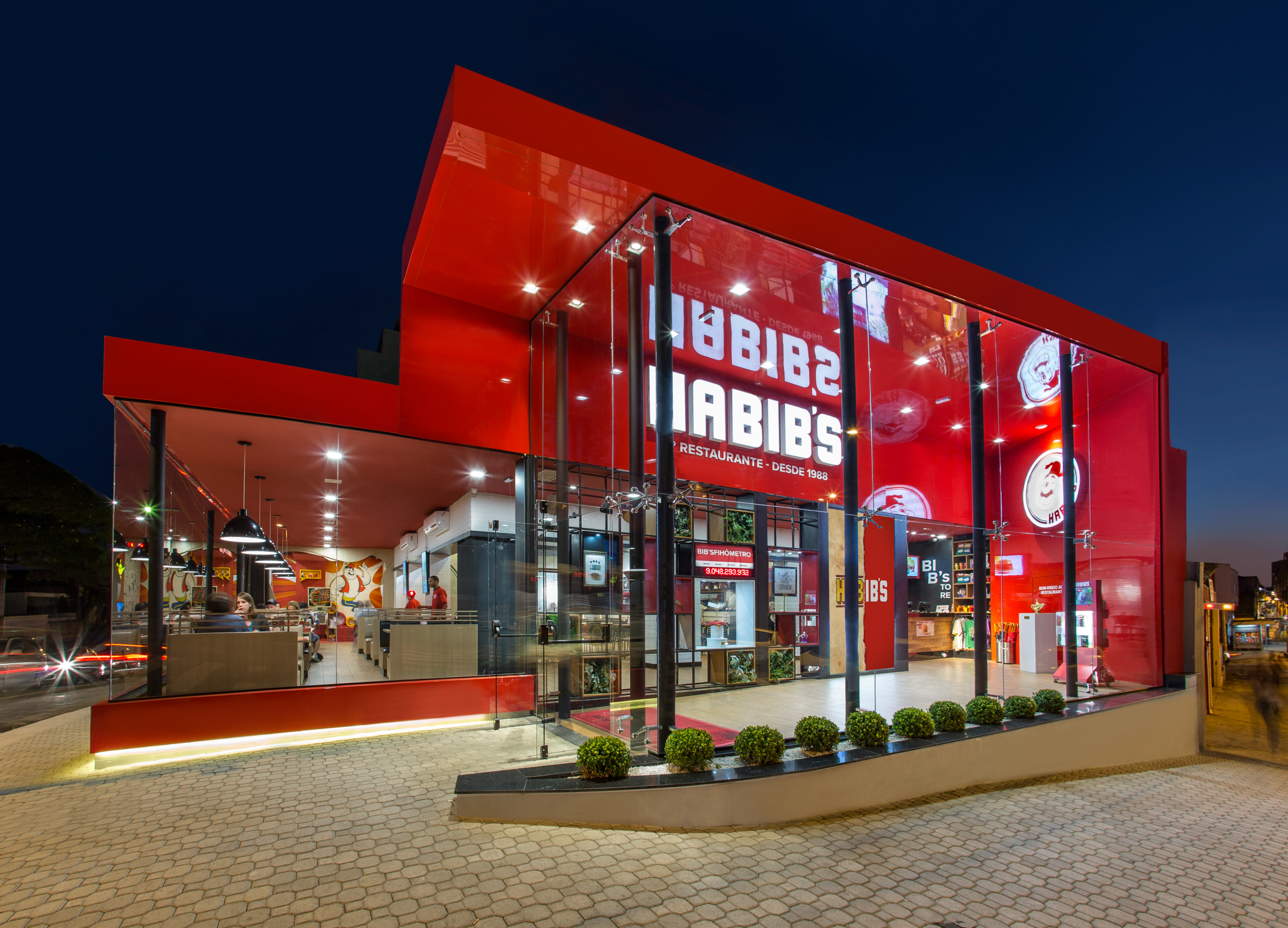
1.ª loja fundada em 1988

O restaurante de comidas típicas árabes surgiu na cidade de São Paulo. O crescimento da rede Habib's se confunde com a história do seu fundador, Antônio Alberto Saraiva, um empresário luso-brasileiro nascido em Portugal, que iniciou em 1988 com uma loja na Rua Cerro Corá, na cidade de São Paulo.
O Habib's é presente em quase todo território nacional, sendo o maior fast-food árabe do mundo e a maior rede de fast-food genuinamente brasileira.
A história da Habib's no Brasil começou em 1988, com a primeira loja inaugurada em São Paulo.